# Công giáo tại Cộng hòa Séc

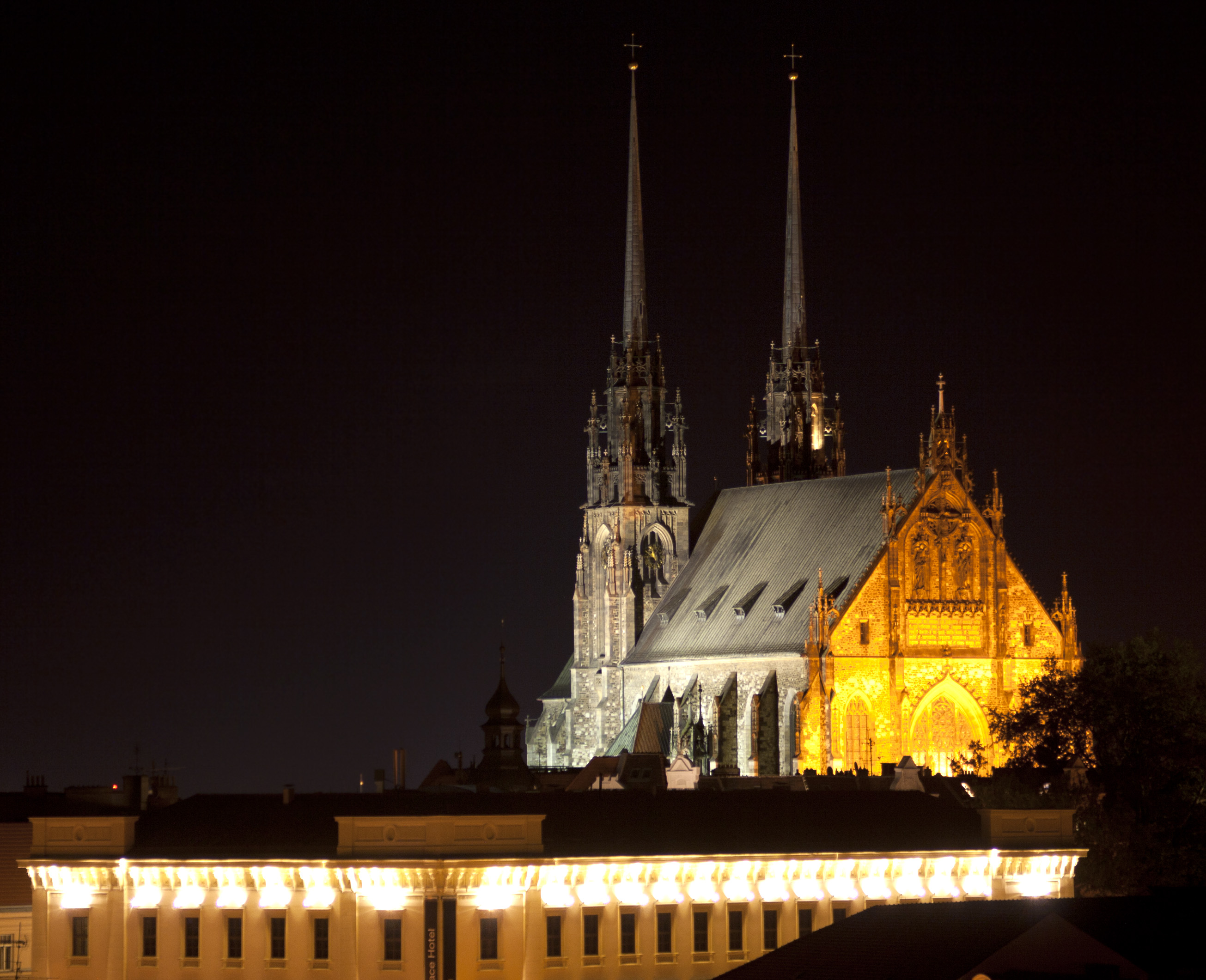
Nhà thờ Thánh Phêrô và PhaoLô Paul ở Brno vào ban đêm

Giáo hội Công giáo tại Cộng hòa Séc là một bộ phận của Giáo hội Công giáo Rôma. Theo điều tra dân số năm 2011, có 1,08 triệu người Công giáo trong cả nước, chiếm khoảng 1/10 tổng dân số. Có tám giáo phận trong đó có hai tổng giáo phận. Khoảng 200 trong số 1.370 linh mục của Cộng hòa Séc đến từ nước láng giềng Ba Lan.

## Phân bố giáo phận
- Tỉnh Bohemia

Tổng Giáo Phận Prague gồm các giáo phận:
- Giáo phận Plze
- Giáo phận Litoměřice
- Giáo phận České Budějovice
- Giáo phận Hradec Králové
- Tỉnh Moravia

Tổng giáo phận Olomouc gồm các giáo phận:
- Giáo phận Brno
- Giáo phận Ostrava-Opava